# Saison 2 de Wayward Pines
Chronologie
Saison 1
Cet article présente les dix épisodes de la deuxième saison de la série télévisée américaine Wayward Pines

## Synopsis de la saison
Quatre ans après les évenements majeurs qui ont bouleversé Wayward Pines, la ville est maintenant dirigée par la nouvelle génération et Jason Higgins. Mais certains, dont Ben Burke, tentent de se révolter afin de mettre fin à cette nouvelle tyrannie. Le docteur Theo Yedlin, un chirurgien, est reveillé afin de réaliser une opération sur Kate Hewson et va se retrouver au cœur de cette confrontation.

## Distribution

### Acteurs principaux
- Jason Patric : Dr Theo Yedlin
- Nimrat Kaur : Rebecca Yedlin
- Josh Helman : Xander Beck
- Tom Stevens : Jason Higgins
- Kacey Rohl : Kerry Campbell
- Hope Davis : Megan Fisher (épisodes 1 à 7)
- Djimon Hounsou : CJ Mitchum

### Acteurs récurrents
- Toby Jones (VF : Jean-Pol Brissart) : Dr Jenkins / David Pilcher
- Shannyn Sossamon : Theresa Burke
- Siobhan Fallon Hogan : Arlene Moran
- Christopher Meyer : Mario
- Emma Tremblay : Lucy
- Michael Garza : Frank Armstrong
- Amitai Marmorstein : Oscar
- RJ Fetherstonhaugh : Sean
- Tim Griffin : Adam Hassler

### Invités
- Charlie Tahan (VF : Adrien Larmande) : Ben Burke (épisodes 1 et 2)
- Terrence Howard (VF : Serge Faliu) : le shérif Arnold Pope (épisodes 1 et 3)
- Greta Lee (VF : Anne-Charlotte Piau) : Ruby (épisode 1)
- Carla Gugino (VF : Charlotte Marin) : Kate Hewson (épisode 2)
- Melissa Leo : l'infirmière Pam Pilcher (épisode 3)

## Diffusions
- Aux États-Unis, la saison est diffusée depuis le 25 mai 2016 sur le réseau Fox[1].
- Au Canada, elle est diffusée en simultanée sur le réseau Citytv.
- En France, elle sera diffusée en version originale sous titrée en français à partir du 1er juin 2016 sur Canal+ Séries.

## Liste des épisodes

### Épisode 1:Lignes ennemies
- États-Unis /  Canada : 25 mai 2016 sur FOX[1] / Citytv
- France :
  - 1er juin 2016 sur Canal+ Séries[2] (en VOSTFr)
  - 11 octobre 2016 sur Canal+ Séries (en VF)

- États-Unis : 3,06 millions de téléspectateurs[3] (première diffusion)

- Terrence Howard (Sherriff Pope)
- Carla Gugino (Kate Hewson)
- Charlie Tahan (Ben Burke)
- Greta Lee (Ruby)
- Siobhan Fallon Hogan (Arlene Moran)
- Christopher Meyer (Mario)
- Amitai Marmorstein (Oscar)
- RJ Fetherstonhaugh (Sean)
- Jaime Callica (Husband)
- Naika Toussaint (Wife)
- Sarah Corrigan (Female Teen Doctor)
- Tyronne L'Hirondelle (Whistling Man)
- Aydrick Lim (Danny)

On est maintenant en 4032. Wayward Pines est aux mains de la nouvelle génération, dirigée par Jason Higgins et Kerry Campbell et aidée par Megan Fisher, avec comme objectif de faire perdurer la vision de Pilcher, quoiqu'il en coûte. Un groupe de rebelles mené par Ben Burke tente de se révolter. Par un flashback dans les années 2000, on découvre le docteur Theo Yedlin, chirurgien cardiaque, au moment où il est "recruté" par Arnold Pope. On retrouve Yedlin réveillé à Wayward Pines où, sentant la situation anormale, il tente d'abord de s'enfuir et découvre un lieu d’exécution. Finalement attrapé, il se voit contraint de procéder à une opération chirurgicale sur Kate Hewson.
Theo assiste ensuite à un discours de Jason sur la rue principale, où le jeune homme feint de tenter de mettre fin pacifiquement à la révolte, pour finalement exécuter une rebelle et arrêter Ben et ses acolytes. Dans la foule, Theo retrouve sa femme, Rebecca, déjà installée à Wayward Pines. Plus tard, on assiste au suicide de Kate, qui préfère quitter ce monde que d'y vivre dans ces conditions.

### Épisode 2:La Récolte du sang
- États-Unis /  Canada : 1er juin 2016 sur FOX / Citytv
- France :
  - 8 juin 2016 sur Canal+ Séries (en VOSTFr)
  - 11 octobre 2016 sur Canal+ Séries (en VF)

- États-Unis : 2,52 millions de téléspectateurs[4] (première diffusion)

- Charlie Tahan (Ben Burke)
- Toby Jones (Dr Jenkins)
- Shannyn Sossamon (Theresa Burke)
- Christopher Meyer (Mario)
- Michael Garza (Frank Armstrong)
- Emma Tremblay (Lucy)
- Amitai Marmorstein (Oscar)
- RJ Fetherstonhaugh (Sean)
- Siobhan Fallon Hogan (Arlene Moran)
- Kate Bateman (Nancy)
- David Raynolds (Drake)

On commence par l'écoute d'un discours enregistré de Pilcher qui explique son choix des survivants. Ensuite tout le monde découvre sur les vidéos de surveillance les Abbies qui attaquent la grille à la suite de la sortie du camion. Lors de la défense de la grille, Kerry est gravement blessée, et Jason se trouve dans l'obligation d'aller récupérer Theo afin qu'il l'opère pour la sauver.
Rebecca ramène alors Theo chez elle et tente de lui expliquer la réalité de Wayward Pines. Pendant ce temps, les dirigeants discutent sur le problème de la récolte de la plantation, qui est au-delà de la clôture.
Theo prend ses fonctions comme chef de la chirurgie, tandis que Rebecca rencontre Theresa, inquiète du sort de Ben hors des murs de la ville. À l'école, Megan enseigne aux enfants sa vision de Wayward Pines et de ce que sont les Abbies.
Le soir, Theo a une nouvelle discussion avec Rebecca, tandis qu'une stratégie pour permettre la récolte se met en place. À la nuit tombée, les jeeps sortent pour procéder à la récolte. Aussitôt les Abbies attaquent, mais l'assaut est circonscrit grâce à l'usage de lance-flammes. Ben se montre alors à la clôture afin de faire un dernier témoignage à la caméra. Le lendemain, sa mère fait le tour de la ville toujours à sa recherche, et reçoit le soutien de quelques-uns.

### Épisode 3:Il était une fois à Wayward Pines
- États-Unis /  Canada : 8 juin 2016 sur FOX / Citytv
- France :
  - 15 juin 2016 sur Canal+ Séries (en VOSTFr)
  - 18 octobre 2016 sur Canal+ Séries (en VF)

- États-Unis : 2,37 millions de téléspectateurs[5] (première diffusion)

- Terrence Howard (Sheriff Pope)
- Melissa Leo (Pam Pilcher)
- Christopher Meyer (Mario)
- Siobhan Fallon Hogan (Arlene Moran)

Une patrouille de soldats explore l'extérieur pour confirmer la fuite des Abbies. Un nouvel échange a lieu entre Jason et Kerry, qui lui reproche la mort de Ben. Rebecca explique à Theo que Jason est un « Élu » désigné pour les diriger. On découvre ensuite l'enfance de Jason, premier enfant réveillé et élevé pour être le leader. Dans sa maison, Jason reçoit la visite de Pam qui tente de lui rappeler les principes initiaux du projet, et lui propose son aide.
Le lendemain matin, Jason se rend dans la Rue Principale afin d'officialiser le retour de Pam, ce qui semble déplaire fortement à Megan. Plus tard, Theo a une discussion avec Pam, qui semble très mystérieuse à propos de la dernière nuit à Hawaï.

### Épisode 4:Stratégie de sortie
- États-Unis /  Canada : 15 juin 2016 sur FOX / Citytv
- France :
  - 22 juin 2016 sur Canal+ Séries (en VOSTFr)
  - 18 octobre 2016 sur Canal+ Séries (en VF)

- États-Unis : 2,48 millions de téléspectateurs[6] (première diffusion)

- Shannyn Sossamon (Theresa Burke)
- Tim Griffin (Adam Hassler)
- Michael Garza (Frank Armstrong)
- Christopher Meyer (Mario)
- Emily Tremblay (Lucy)
- RJ Fetherstonhaugh (Sean)
- Siobhan Fallon Hogan (Arlene Moran)
- Kate Bateman (Nancy)
- Tyson Bellusci (Ramsey)
- Pavel Romano (Corey)

Xander, un des rebelles du groupe de Ben, se réveille au fond d'un trou. Après avoir résisté à un Abby, il parvient à s'en extraire et finit par rencontrer un autre survivant, Adam Hassler, puis ensemble ils font route vers Wayward Pines.
CJ toujours inquiet concernant les ressources en nourriture, décide de monter une expédition afin d'explorer les terres au delà de la clôture.
Hassler, victime d'hallucinations à l’hôpital où il était sous surveillance, décide de fuir, et retrouve Teresa qui lui apprend la mort d'Ethan et le bannissement de Ben.
Lucy, une jeune fille travaillant à la boutique de Rebecca, semble ne pas vouloir suivre la destinée de procréation des jeunes filles de Wayward Pines, mais Megan ne semble pas enclin à laisser libre cours à ce type de rébellion.
Teresa, accompagnée par Adam, décide de se joindre à l'expédition de CJ. Et à la nuit tombée, Adam ramène le corps de Ben.

### Épisode 5:Cri d'alarme
- États-Unis /  Canada : 22 juin 2016 sur FOX / Citytv
- France :
  - 29 juin 2016 sur Canal+ Séries (en VOSTFr)
  - 25 octobre 2016 sur Canal+ Séries (en VF)

- États-Unis : 2,32 millions de téléspectateurs[7] (première diffusion)

- Toby Jones (David Pilcher)
- Shannyn Sossamon (Theresa Burke)
- Tim Griffin (Adam Hassler)
- Christopher Meyer (Mario)
- Michael Garza (Frank)
- Emily Tremblay (Lucy)
- Siobhan Fallon Hogan (Arlene Moran)
- Amitai Marmorstein (Oscar)
- Tina Georgieva (Meadow)

### Épisode 6:La Cité sur une colline
- États-Unis /  Canada : 29 juin 2016 sur FOX / Citytv
- France :
  - 6 juillet 2016 sur Canal+ Séries (en VOSTFr)
  - 25 octobre 2016 sur Canal+ Séries (en VF)

- États-Unis : 2,27 millions de téléspectateurs[8] (première diffusion)

- Toby Jones (David Pilcher)
- Shannyn Sossamon (Theresa Burke)
- Tim Griffin (Adam Hassler)
- Christopher Meyer (Mario)
- Siobhan Fallon Hogan (Arlene Moran)
- Amitai Marmorstein (Oscar)

### Épisode 7:L'Avenir nous le dira
- États-Unis /  Canada : 6 juillet 2016 sur FOX / Citytv
- France :
  - 13 juillet 2016 sur Canal+ Séries (en VOSTFr)
  - 1er novembre 2016 sur Canal+ Séries (en VF)

- États-Unis : 2,28 millions de téléspectateurs[9] (première diffusion)

- Toby Jones (David Pilcher)
- Tim Griffin (Adam Hassler)

### Épisode 8:Jugement
- États-Unis /  Canada : 13 juillet 2016 sur FOX / Citytv
- France :
  - 20 juillet 2016 sur Canal+ Séries (en VOSTFr)
  - 1er novembre 2016 sur Canal+ Séries (en VF)

- États-Unis : 2,38 millions de téléspectateurs[10] (première diffusion)

- Toby Jones (David Pilcher)
- Tim Griffin (Adam Hassler)
- Christopher Meyer (Mario)
- Michael Garza (Frank)
- Emma Tremblay (Lucy)
- Siobhan Fallon Hogan (Arlene Moran)
- Amitai Marmorstein (Oscar)

### Épisode 9:La Ferme des animaux
- États-Unis /  Canada : 20 juillet 2016 sur FOX / Citytv
- France :
  - 27 juillet 2016 sur Canal+ Séries (en VOSTFr)
  - 8 novembre 2016 sur Canal+ Séries (en VF)

- États-Unis : 2,04 millions de téléspectateurs[11] (première diffusion)

- Toby Jones (David Pilcher)
- Tim Griffin (Adam Hassler)
- Christopher Meyer (Mario)
- Michael Garza (Frank)
- Emma Tremblay (Lucy)
- Siobhan Fallon Hogan (Arlene Moran)
- Amitai Marmorstein (Oscar)

### Épisode 10:Histoire du soir
- États-Unis /  Canada : 27 juillet 2016 sur FOX / Citytv
- France :
  - 3 août 2016 sur Canal+ Séries (en VOSTFr)
  - 8 novembre 2016 sur Canal+ Séries (en VF)

- États-Unis : 2,22 millions de téléspectateurs[12] (première diffusion)

- Christopher Meyer (Mario)
- Michael Garza (Frank)
- Emma Tremblay (Lucy)
- Siobhan Fallon Hogan (Arlene Moran)
- Amitai Marmorstein (Oscar)